# Chirbat as-Sauda (Damaszek)
Chirbat as-Sauda (arab. خربة السودا) – wieś w Syrii, w muhafazie Damaszek. W 2004 roku liczyła 124 mieszkańców.